# ویکوو ده سو
شهر ویکوو ده سو (به رومانیایی: Vicovu de Sus) در شهرستان سوچاوا در کشور رومانی واقع شده‌است. جمعیت این شهر ۱۴٬۱۲۵ نفر  است.